# Cyphacma
Cyphacma é um gênero de traça pertencente à família Agonoxenidae.